# TPGキャピタル
TPG Inc.は、デービッド・ボンダーマン、ジェームス・カルター、ウイリアム・プライスらによって1992年に設立されたアメリカの投資ファンドである。かつてはテキサス・パシフィック・グループ（Texas Pacific Group）とTPGキャピタル（英語: TPG Capital）と称した。

## 概要
株式を公開していない企業、将来有望な新興企業、または再建途上にある企業に出資ないしは融資して優良企業へ育成し、投融資企業を他に転売して収益を上げる。現在オフィスはテキサス州フォートワース、カリフォルニア州サンフランシスコ、イギリスロンドンに置く。
最近の主な取引は2005年4月8日にソニーを中心とするコンソーシアム（ソニー米国法人、コムキャスト、プロヴィデンス・エクイティ・パートナーズ、DLJマーチャント・バンキング・パートナーズ）と合同で行った、ハリウッド映画の老舗メトロ・ゴールドウィン・メイヤーの買収である。買収金額は50億ドル（約5500億円）で、15億ドル（約1650億円）はテキサス・パシフィック・グループ、ソニー、プロビデンス・エクイティ・パートナーズの3者が負担し、35億ドル（約3850億円）はMGMの負債を引き継ぐ費用としてソニーのメインバンクである クレディ・スイス・ファースト・ボストンが資金供給して全株を取得した。
日本の老舗玩具メーカーのタカラに出資したこともある。